# Mark Hunt
Mark Richard Hunt, född 23 mars 1974 i Auckland, är en nyzeeländsk MMA-utövare.
Hunt tävlar sedan 2010 i organisationen Ultimate Fighting Championship. Hunt tävlade tidigare i kickboxning där han bland annat vann K-1 World Grand Prix 2001.

## Tävlingsfacit (UFC)
| Resultat | Facit       | Motståndare       | Metod                         | Evenemang                         | Datum             | Rond | Tid  | Plats        | Notering                      |
| -------- | ----------- | ----------------- | ----------------------------- | --------------------------------- | ----------------- | ---- | ---- | ------------ | ----------------------------- |
| Förlust  | 13–13–1 (1) | Oleksij Olejnik   | Submission (rear-naked choke) | UFC Fight Night: Hunt vs. Oleinik | 11 februari 2018  | 1    | 4:26 | Moskva       |                               |
| Förlust  | 13–12–1 (1) | Curtis Blaydes    | Domslut (enhälligt)           | UFC 221                           | 11 februari 2018  | 3    | 5:00 | Perth        |                               |
| Vinst    | 13–11–1 (1) | Derrick Lewis     | TKO (slag)                    | UFC Fight Night: Lewis vs. Hunt   | 11 juni 2017      | 4    | 3:51 | Auckland     |                               |
| Förlust  | 12–11–1 (1) | Alistair Overeem  | KO (knä)                      | UFC 209                           | 4 mars 2017       | 3    | 1:44 | Las Vegas    |                               |
| NC       | 12–10–1 (1) | Brock Lesnar      | No Contest                    | UFC 200                           | 9 juli 2016       | 3    | 5:00 | Las Vegas    | [ 3 ]                         |
| Vinst    | 12–10–1     | Frank Mir         | KO (slag)                     | UFC Fight Night: Hunt vs. Mir     | 19 mars 2016      | 1    | 3:01 | Brisbane     |                               |
| Vinst    | 11–10–1     | Antônio Silva     | TKO (slag)                    | UFC 193                           | 14 november 2015  | 1    | 3:41 | Melbourne    |                               |
| Förlust  | 10–10–1     | Stipe Miocic      | TKO (slag)                    | UFC Fight Night: Miocic vs. Hunt  | 9 maj 2015        | 5    | 2:47 | Adelaide     |                               |
| Förlust  | 10–9–1      | Fabrício Werdum   | TKO (knä och slag)            | UFC 180                           | 15 november 2014  | 2    | 2:27 | Mexico City  | Interimtitelmatch i tungvikt. |
| Vinst    | 10–8–1      | Roy Nelson        | KO (slag)                     | UFC Fight Night: Hunt vs. Nelson  | 20 september 2014 | 2    | 3:00 | Saitama      |                               |
| Oavgjort | 9–8–1       | Antônio Silva     | Oavgjort (majoritet)          | UFC Fight Night: Hunt vs. Bigfoot | 6 december 2013   | 5    | 5:00 | Brisbane     |                               |
| Förlust  | 9–8         | Junior dos Santos | KO (spark)                    | UFC 160                           | 25 maj 2013       | 3    | 4:18 | Las Vegas    |                               |
| Vinst    | 9–7         | Stefan Struve     | TKO (slag)                    | UFC on Fuel TV: Silva vs. Stann   | 3 mars 2013       | 3    | 1:44 | Saitama      |                               |
| Vinst    | 8–7         | Cheick Kongo      | TKO (slag)                    | UFC 144                           | 25 februari 2012  | 1    | 2:11 | Saitama      |                               |
| Vinst    | 7–7         | Ben Rothwell      | Domslut (enhälligt)           | UFC 135                           | 24 september 2011 | 3    | 5:00 | Denver       |                               |
| Vinst    | 6–7         | Chris Tuchscherer | KO (slag)                     | UFC 127                           | 26 februari 2011  | 2    | 1:41 | Sydney       |                               |
| Förlust  | 5–7         | Sean McCorkle     | Submission (straight armbar)  | UFC 119                           | 25 september 2010 | 1    | 1:03 | Indianapolis |                               |